# 나예원
나예원(1969년 ~ )은 대한민국의 가수이다.

## 데뷔
- 2016년 싱글 앨범 "목숨 건 여자"

## 음반
- 2021년 두번째 첫사랑
- 2021년 몽리지애(夢裏之愛)
- 2020년 그 한 사람 너
- 2020년 가버려
- 2018년 one's favorite song
- 2018년 가슴은 알죠
- 2016년 목숨 건 여자